# Campionati mondiali di sci nordico 1931
I Campionati mondiali di sci nordico 1931, ottava edizione della manifestazione, si svolsero dal 13 al 15 febbraio a Oberhof, in Germania, e contemplarono esclusivamente gare maschili. Vennero assegnati quattro titoli.

## Risultati

### Combinata nordica
| Posizione | Atleta               | Nazione  | Punti |
| --------- | -------------------- | -------- | ----- |
| 1         | Johan Grøttumsbråten | Norvegia | 439,0 |
| 2         | Sverre Kolterud      | Norvegia | 419,0 |
| 3         | Arne Rustadstuen     | Norvegia | 418,0 |
| 4         | Kristian Hovde       | Norvegia | -     |
| 5         | Heinz Ermel          | Germania | -     |
| 6         | Martin Peder Vangli  | Norvegia | -     |

13 febbraio

Trampolino: Hindenburgschanze NH

Fondo: 18 km

### Salto con gli sci
| Posizione | Atleta          | Nazione  | Punti |
| --------- | --------------- | -------- | ----- |
| 1         | Birger Ruud     | Norvegia | 236,0 |
| 2         | Fritz Kauffmann | Svizzera | 228,8 |
| 3         | Sven Selånger   | Svezia   | 227,3 |
| 4         | Reidar Andersen | Norvegia | -     |
| 5         | Kåre Walberg    | Norvegia | -     |
| 6         | Sigmund Ruud    | Norvegia | -     |

13 febbraio

Trampolino: Hindenburgschanze NH

### Sci di fondo

#### 18 km
| Posizione | Atleta               | Nazione  | Tempo   |
| --------- | -------------------- | -------- | ------- |
| 1         | Johan Grøttumsbråten | Norvegia | 1:23:43 |
| 2         | Kristian Hovde       | Norvegia | 1:24:09 |
| 3         | Nils Svärd           | Svezia   | 1:25:27 |
| 4         | Karl Lindberg        | Svezia   | -       |
| 5         | Hugo Wicksell        | Svezia   | -       |
| 6         | Martin Peder Vangli  | Norvegia | -       |

13 febbraio

#### 50 km
| Posizione | Atleta              | Nazione  | Tempo   |
| --------- | ------------------- | -------- | ------- |
| 1         | Ole Stenen          | Norvegia | 3:52:09 |
| 2         | Martin Peder Vangli | Norvegia | 3:52:35 |
| 3         | Karl Lindberg       | Svezia   | 3:55:44 |
| 4         | Nils Svärd          | Svezia   | -       |
| 5         | Kristian Hovde      | Norvegia | -       |
| 6         | Hugo Wicksell       | Svezia   | -       |

15 febbraio

## Medagliere per nazioni
| Posizione | Nazione  | Oro | Argento | Bronzo | Totale |
| --------- | -------- | --- | ------- | ------ | ------ |
| 1         | Norvegia | 4   | 3       | 1      | 8      |
| 2         | Svizzera | 0   | 1       | 0      | 1      |
| 3         | Svezia   | 0   | 0       | 3      | 3      |